# 梅谷光貞

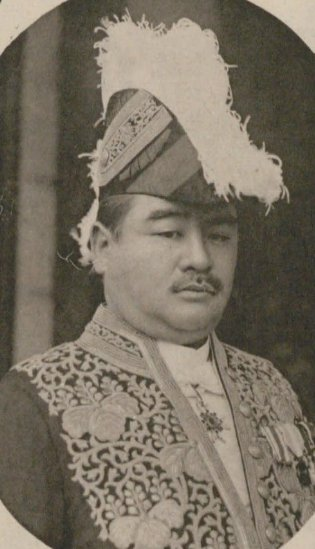
梅谷光貞

梅谷光貞（梅谷 光貞/うめたに みつさだ；1880年12月2日—1936年9月27日），兵庫縣養父郡畑村人，高等試驗合格，日本明治至大正時代的内務・警察官僚。官選縣知事。

## 事略

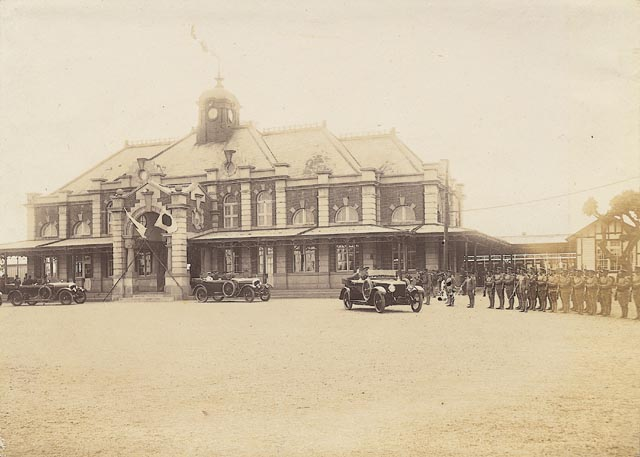
大正十二年（1923年）4月19日，新竹州知事梅谷光貞率同地方官員在新竹車站迎接攝政皇太子裕仁抵台巡視。

1908年，東京帝国大学法科大学法律学科（独法）畢業。同年11月，文官高等試験行政科試験合格。
1909年1月，進入内務省，在警視廳警部任職。歷任岩手縣警察部長、栃木縣警察部長、警察畑的要職。
1916年6月，轉調台湾總督府，就任警視・民政部警察本署保安課長。
1920年7月，梅谷光貞接替今川淵，於台灣總督府擔任台北廳長，管轄今臺北市、新北市、宜蘭縣及基隆市等地的行政事務。是年9月，台北廳改制為台北州，他同時間卸任。
之後，又擔任台灣總督府事務官兼参事官。
1922年5月15日，梅谷光貞接替常吉德壽，擔任新竹州知事。1923年10月25日卸任。
| 政府职务        | 政府职务                                | 政府职务                      |
| --------------- | --------------------------------------- | ----------------------------- |
| 前任： 今川淵   | 台北廳長 1920年5月21日－1920年9月1日    | 繼任： 相賀照鄉（台北州知事） |
| 前任： 常吉德壽 | 新竹州知事 1922年5月15日─1923年10月25日 | 繼任： 佐藤勸                 |